# شونسوکه ۲۹۹۸۶
سیارک ۲۹۹۸۶ (به انگلیسی: 29986 Shunsuke، نامگذاری:1999XW37) بیست و نه هزار و نهصد و هشتاد و ششمین سیارک کشف شده‌است که در ۳ دسامبر ۱۹۹۹ کشف شد.